# عرقون قطبي
عرقون قطبي (الاسم العلمي:Euphrasia arctica) هي نوع نباتي يتبع جنس العرقون من الفصيلة الجعفيلية.  